# Gálfalu
Gálfalu (szlovákul Galovany) község Szlovákiában, a Zsolnai kerületben, a Liptószentmiklósi járásban. Ancsikovány és Nagypalugya tartozik hozzá.

## Fekvése
Liptószentmiklóstól 6 km-re nyugatra fekszik, a 18-as út mentén.

## Története
A falu a 13. században keletkezett Nagypalugya határában. Nevét első birtokosáról, Galo Jánosról kapta. Első írásos említése 1297-ből származik. A Madocsányi, majd a Plathy és Csemiczky család birtoka volt. 1784-ben 8 házában 77 lakos élt.
A 18. század végén Vályi András így ír róla: „GÁLFAVA. Galováni. Tót falu Liptó Vármegyében, földes Urai Madotsányi, Csemnitzky, és több Urak, lakosai katolikusok, fekszik Motko Szent Kereszthez nem messze, és ennek filiája, ambár e’ helység Szent Miklóshoz egy órányira, Német Liptséhez pedig másfél órányira fekszik, és fuharozással is kereshetnek pénzt; de mivel legelője szoros, ’s földgyének egy harmadrésze soványas, határja hegyes, és nehezen miveltetik, második Osztálybéli.”
1828-ban 14 háza és 113 lakosa volt, akik főként mezőgazdasággal foglalkoztak.
Fényes Elek 1851-ben kiadott geográfiai szótárában így ír a faluról: „Gálfalva (Galovani), tót falu, Liptó vmegyében, 15 kath., 98 evang. lak. F. u. Plathy, Csemniczky.”
1863-ban hozzácsatolták Ancsikoványt, amely ma is a település része. Nagypalugyát és Gálfalut 1871-ben egyesítették eleinte Nagypalugya és Gálfalu, később már csak Nagypalugya néven. A trianoni diktátumig Liptó vármegye Liptószentmiklósi járásához tartozott.
1949-ben Gálfalu kivált Nagypalugyából. 1974-ben csatolták Gálfaluhoz a Szentmáriai-víztározó feltöltésekor elpusztult Nagypalugya megmaradt területét.

## Népessége
| Év:            | 1994. | 2004.    | 2014.   | 2024.    |
| -------------- | ----- | -------- | ------- | -------- |
| Emberek száma: | 231   | 281      | 278     | 315      |
| Eltérés:       |       | +21,64 % | -1,06 % | +13,30 % |

| Év:            | 2023. | 2024.   |
| -------------- | ----- | ------- |
| Emberek száma: | 320   | 315     |
| Eltérés:       |       | -1,56 % |

1910-ben Nagypalugyával együtt 565, túlnyomórészt szlovák anyanyelvű lakosa volt.
2001-ben 297 szlovák lakosa volt.
2011-ben 276 szlovák lakta.

## Neves személyek
- Nagypalugyán született 1794-ben kelecsényi Fejérpataky Gáspár törvényszéki ülnök, az első szlovák amatőr színház alapítója.
- Nagypalugyán született 1880-ban Csajak János evangélikus lelkész, költő.
- Nagypalugyán hunyt el 1763-ban idősebb Blázy János evangélikus lelkész.
- Nagypalugyán hunyt el 1770-ben Ambrózy András evangélikus lelkész és szlovák nyelvű énekköltő.
- Nagypalugyán hunyt el 1773-ban ifjabb Blázy János evangélikus lelkész.

## Külső hivatkozások
- Hivatalos honlap (szlovákul)
- Községinfó
- Gálfalu Szlovákia térképén
- E-obce.sk

## Lásd még
- Ancsikovány
- Nagypalugya